# Astro Boy
Astro Boy (japanska: 鉄腕アトム, Tetsuwan Atomu, 'Mäktig Atom'; engelska: Astro Boy?) är en japansk tecknad serie skapad av Osamu Tezuka. Den tecknades 1952–68 och blev från 1963 även föremål för flera animerade TV-serieversioner. Titelpersonen i serien är en människoliknande robot.

## Översikt

### Mangaversionen
Tidningsserien Astro Boy finns även tillgänglig på engelska. Den har publicerats av Dark Horse Comics med en översättning av Frederik L. Schodt. Dr. Tenma och Professor Ochanomizu har de ursprungliga japanska namnen.
Seriefiguren Astro Boy dök upp 1951 i serien Ambassador Atom, som en bifigur. Året därpå blev den lilla roboten huvudfigur i en egen serie.
En nyare version gjordes av Akira Himekawa, denna version har givits ut på svenska av Bonnier Carlsen i tre pocketvolymer.

### Animeversionen
Astro Boy var den första japanska TV-serien som visade en estetik som senare skulle bli känd som anime. TV-serien var baserad på mangan som Osamu Tezuka började producera 1952. Den första framgångsrika TV-serien följdes under 1980-talet av flera och 2003 av en ny. Under en tid hade Astro Boy samma popularitet i Japan som Disneys Musse Pigg.
Den animerade serien var producerat av Mushi Productions, en studio som Osamu Tezuka startade.

## Bakgrund
Astro Boy är en science fiction-serie som utspelar sig i framtiden, där androider samlever med människor. Seriens fokus ligger på äventyren med titelfiguren Astro Boy, en kraftfull robot som skapades av Dr. Tenma (även kallad Dr. Boyton i en engelsk översättning och Dr. Balfus i en annan) med tanken att ersätta hans son Tobio (även översatt till Astor Boynton III och Toby) som dog i en bilolycka. Dr. Tenma byggde Astro Boy med ett utseende som Tobios och behandlade honom som om han vore den riktiga Tobio. Senare kom han dock fram till att en android inte kunde fylla upp tomrummet efter hans förlorade son, särskilt som Astro Boy inte kunde växa eller åldras. I original-TV-serien från 1960-talet sålde därför Dr. Tenma roboten till cirkusägaren Hamegg (även känd som Cachatore). På utgåvan från 1980-talet var det istället Astro Boy själv som sökte sig till cirkusägaren.
Professor Ochanomizu (även kallad Dr. Packadermus J. Elefun, Prof. Peabody och Dr. O'Shay i engelska översättningar) uppmärksammade robotens uppträdande på cirkusen. Han fick Hamegg att överlåta Astro Boy till honom. Professorn upptäckte senare att Astro Boy hade överlägsna krafter och kunskaper, samtidigt som han även förstod mänskliga känslor.
Astro Boy blev en android-superhjälte med en 100 000 hästkrafters motor. Han hade förmågan att flyga, lyfta saker långt över sin egen vikt, skjuta laserstrålar från fingrarna och ögonlampor som hjälpte honom att se. Han var även utrustad med ett elektroniskt hjärta som kunde avgöra folks brottsliga avsikter.
Astro Boy bekämpade kriminalitet, ondska och orättvisor. De flesta av hans fiender var robotar som hatade människor, robotar som störde ordningen eller invaderande rymdvarelser. Varje avsnitt innehöll oftast en stor robotkamp där Astro Boy var en av de utkämpande.
Serien har även tagit upp ämnen som rasism, orättvisor, äkta hjältedåd och förluster.

## Intressanta detaljer
- En av seriefigurens kända repliker ("Let's rocket!" i den engelska översättningen) är en kommentar som även används av Power Rangers.
- I vinjetten till Simpsonsavsnittet "Tis the Fifteenth Season" är alla i Simpsonsfamiljen klädda som japanska superhjältar. Bart är klädd väldigt lik Astro Boy där han bär röda kängor och har bakåtkammat svart hår.
- Enligt originalserien skapades figuren Astro Boy i Takadonobaba 7 april 2003.
- 2004 blev seriefiguren Astro Boy upptagen i Robot Hall of Fame.
- Hösten 2009 släpptes en tecknad långfilm med namnet Astro Boy av IMAGI Studios.